# Pont (Duitsland)
Pont is een plaats in Duitsland die sinds 1 juli 1969 onderdeel uitmaakt van de gemeente Geldern. Op 30 november 2015 telde Pont 2.568 inwoners. Pont ligt aan de Niers.

## Geschiedenis
Door de ligging in de buurt van de samenvloeiing van de Fleuth en de Niers heeft de plaats een lange geschiedenis. De naam Pont zou terug kunnen gaan op een Romeinse brug. Bodemvondsten tonen aan dat Pont aan een oude Romeinse weg gelegen is die van Xanten naar Tongeren in België leidde. Het wordt geïdentificeerd met Mediolanum in de Romeinse reisgids Itinerarium Antonini. 
Uit de tijd rond 878 is de Wichardsage, een drakenlegende overgeleverd waarin onder anderen verteld wordt dat de Heren van Pont de plaats Geldern gesticht zouden hebben nadat zij een draak verslagen hadden. In de omgeving van Pont liggen drie door grachten omgeven kastelen. Een schilderij over deze sage, in het bezit van de stad Geldern, toont het moment dat de draak gedood wordt. Het wapenschild dat op de grond ligt is van goud beladen met drie mispelrozen. Nadien zouden de bloemen rood gekleurd zijn door het drakenbloed. Het wapen van Pont vertoont drie rode mispels op een geel veld.
In 1544 werd in Pont "Langer Anton" geboren. Hij bereikte een voor zijn tijd ongekend grote lengte van 2,43 meter. Zijn skelet wordt bewaard en tentoongesteld in het universiteitsmuseum van Marburg.

## Bezienswaardigheden

### Bouwwerken
- Haus Golten; voor het eerst genoemd in 1294. Toren uit de 17e eeuw.
- Haus Ingenray; neogotisch huis, kerngebouw van voor 1461.
- Haus Diesdonk; twee gebouwen uit adellijk bezit uit de 18e eeuw.
- St. Antoniuskerk; voor het eerst genoemd in 1452, en aan St. Antonius opgedragen sinds 1667.
- Bonshof; beeldbepalende historische boerderij tegenover de kerk

### Landschap
- Niersauen: de loop van de Niers wordt over een lengte van 800 meter gerenatureerd met overloopgebieden. Deze omgeving is onderdeel van twee toeristische fietsroutes waarbij men langs de historische waterburchten geleid wordt.

## Economie
Er is in Pont sprake van een actief dorpsleven en een florerende economie. Er zijn meerdere ondernemingen gevestigd. Veel werkgelegenheid levert ook de penitentiaire instelling Pont(JVA). De Kartoffelmarkt trekt jaarlijks in de herfst meer dan 10.000 bezoekers.

## Verkeer
Belangrijkste verbindingswegen zijn Bundesstraße 9 en Bundesstraße 58. via . Het dichtstbijzijnde station bevindt zich in Geldern alwaar men in de richting van Kleef of Krefeld kan reizen.
Pont wordt door buslijn 35 met Geldern en Straelen verbonden. Verder komt lijn 2 van de Stadtbus in Pont.